# Adho mukha svanasana

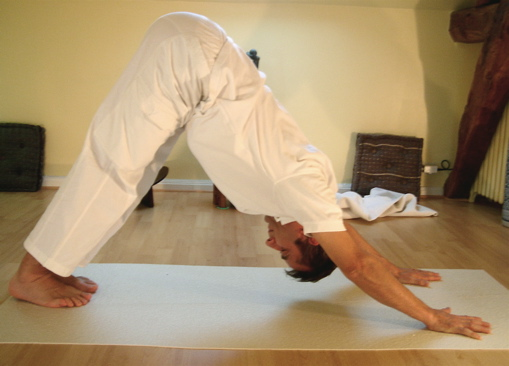
Neerwaartse Hond
Adho Mukha Svanasana

Adho Mukha Svanasana (Sanskriet voor neerwaartse hond of omlaagkijkende hond) is een veelvoorkomende houding of asana. De neerwaartse hond maakt deel uit van de Zonnegroet.
| Sanskriet | vertaling                   |
| adho      | omlaag                      |
| mukha     | gezicht                     |
| svana     | hond                        |
| asana     | houding (letterlijk: 'zit') |

## Beschrijving
De neerwaartse hond begint met het knielen op de handen en knieën. De handen staan onder de schouders en de vingers zijn gespreid. De knieën staan onder de heupen en iets uit elkaar. De rug is recht en ontspannen.
Haal diep adem en duw de heupen omhoog. De benen en de armen zijn recht, de schouders breed en ontspannen. De hielen bewegen zich naar de grond. Handen en voeten blijven op heupwijdte van elkaar af. Wanneer de hamstrings erg sterk of gespannen zijn, moeten de knieën gebogen worden, zodat de rug volledig lang kan strekken. Het strekken van de rug gaat dus voor het strekken van de knieën.
Om zich in deze positie prettig te voelen, moeten de heupen goed naar boven worden geduwd. De ademhaling is diep en langzaam, zodat de borst zich volledig kan uitzetten.
Het lichaam vormt een omgekeerde V en het hoofd is lager dan de heupen. Deze houding wordt niet aanbevolen wanneer de polsen gevoelig of geblesseerd zijn.